# Stora Nolia
Stora Nolia, Noliamässan eller bara Nolia är en av de större fackmässorna i Sverige och norra Skandinaviens största besöksmässa. Stora Nolia hålls varje år: vartannat år i Piteå och vartannat år i Umeå, där det hålls på gamla Noliafältet, numera omdöpt till Dragonfältet.
Evenemanget pågår i nio dagar och involverar tusentals företag som ställer ut i montrar. Konserter hålls och försäljningen på Stora Nolia omfattar tiotals miljoner svenska kronor varje år. Besöksantalet pendlar mellan cirka 100 000 och 150 000 personer per mässa.[källa behövs]
Nolia grundades ursprungligen 1962 av Erik Hållander, som också grundade Elmia i Jönköping, och var de första årtiondena en tämligen renodlad lantbruksmässa. Efter grundarens död 1976 såldes företaget till Umeå kommun och Piteå kommun, som sedan dess både breddat Stora Nolia och startat fler mässor. Numera arrangerar Nolia utöver Stora Nolia numera även ett tiotal mindre tema-mässor i Piteå, Umeå och Sundsvall.